# Зидеберг, Франц
Франц Воан Зидеберг (англ. Franz Vaughan Siedeberg, 1873 — 1950) — новозеландский шахматист немецкого происхождения.
Двукратный чемпион Новой Зеландии: 1891 / 92 и 1892 / 93 гг. Во время чемпионатов представлял Данидин.
Был известен на родине как специалист по игре вслепую (однажды играл четыре партии одновременно).
Подавал надежды как музыкант и лингвист, однако получил техническое образование. Позже жил в Берлине, работал инженером-электриком.